# London Wasps

London Wasps és un club de rugbi a 15 anglès, fundat el 1867 a l'antiga taverna Eton i Middlesex al nord de Londres, que participa a l'Aviva Premiership. El club té la seu a Londres i juga al Causeway Stadium. El London Wasps posseeix un dels millors palmarès del rugbi anglès. L'ús d'un insecte com a emblema es deu a una moda de l'època victoriana, quan era comú que els clubs d'esports duguessin noms d'insecte. Un dels fundadors del club i el primer president fou James Pain. Pain també va ser un dels fundadors de la Rugby Football Union el 26 de gener de 1871. La primera seu dels London Wasps va ser a Finchley Road al nord de Londres, tanmateix el club es va instal·lar el 1923 a Sudbury, d'on no se n'ha mogut.

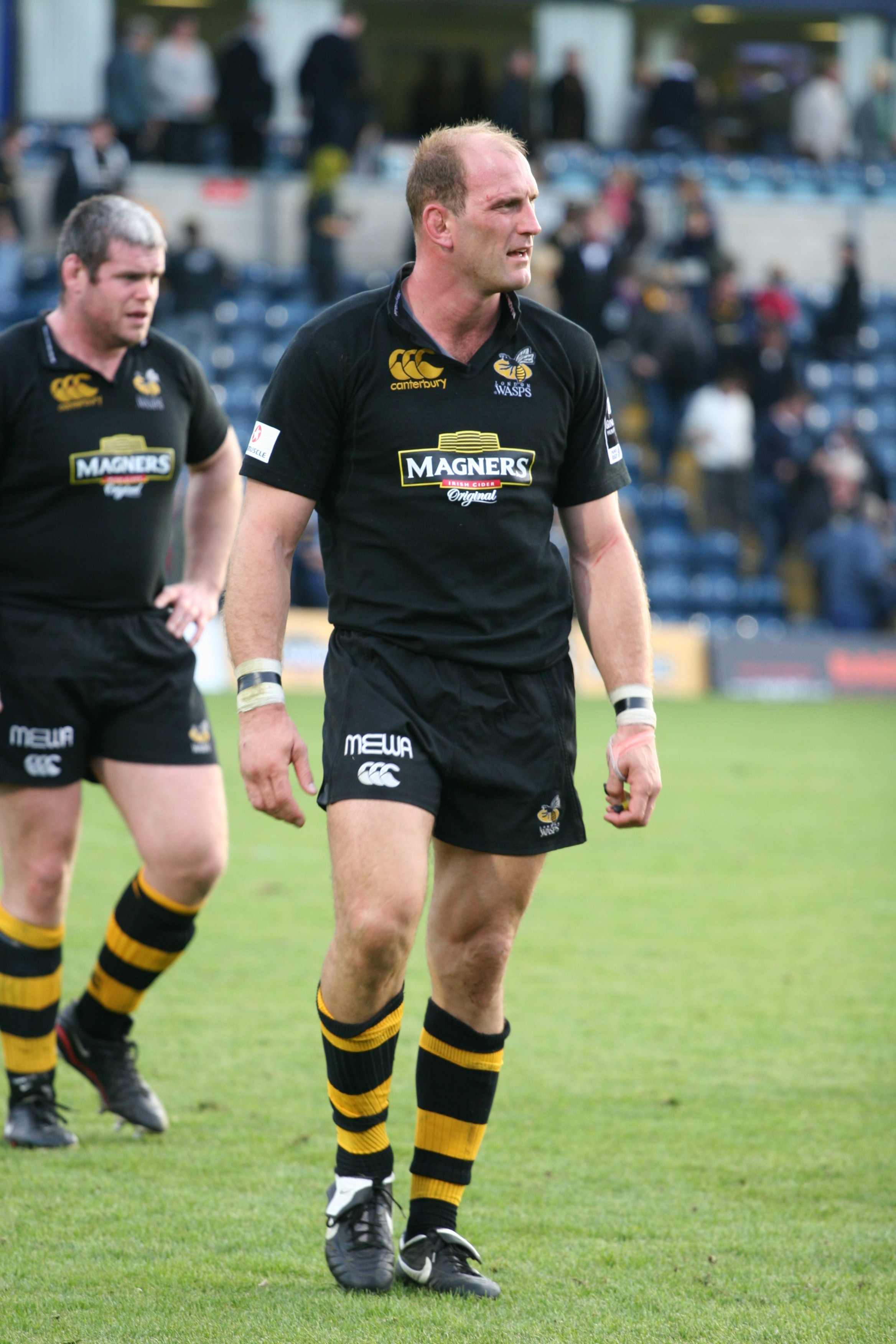
Lawrence Dallaglio

## Palmarès
- Campionat d'Anglaterra :
  - Campió: 1990, 1997, 2003, 2004, 2005 i 2008 (6)
- Copa d'Anglaterra: 
  - Campió: 1999 i 2000
- Copa d'Europa de rugbi a 15: 
  - Campió: 2004 i 2007
- Challenge europeu de rugbi a 15:
  - Campió: 2003

## Jugadors emblemàtics

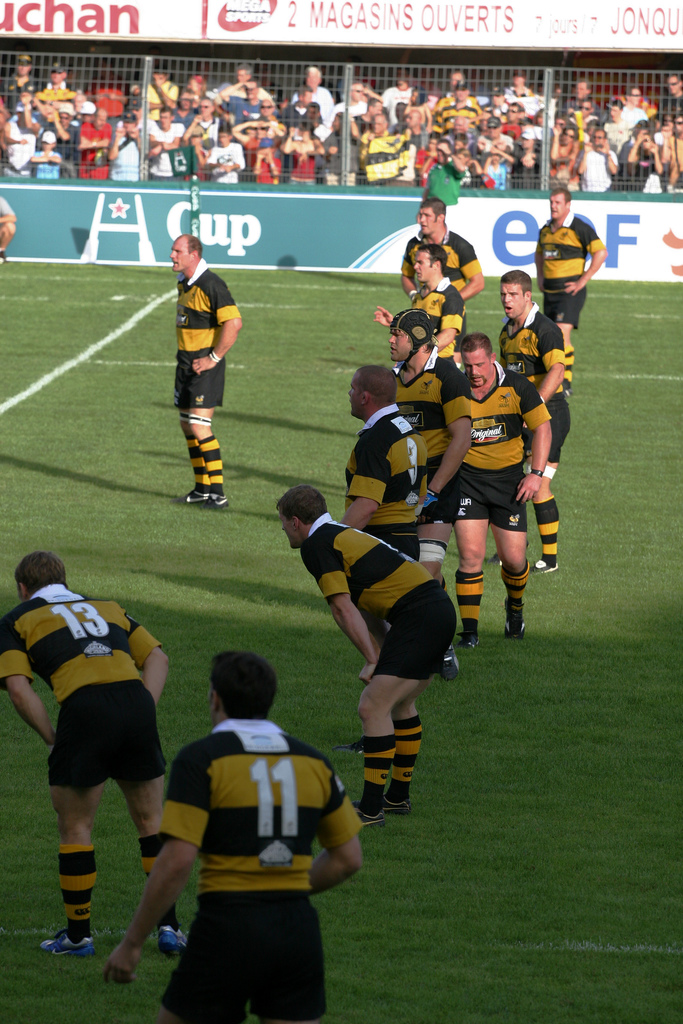
London Wasps en un partit jugat a Perpinyà el 2006.

- Lawrence Dallaglio
- Will Green
- Raphaël Ibañez
- Alex King
- Gareth Rees

## Darrers entrenadors
- Nigel Melville 1996-2002
- Warren Gatland 2002-2005
- Ian McGeechan depuis 2005